# Echeveria scheerii
Echeveria scheerii là một loài thực vật có hoa trong họ Crassulaceae. Loài này được Lindl. miêu tả khoa học đầu tiên năm 1845.